# Castillo de Guildo
El castillo de Guildo (o castillo del Guildo) se sitúa en la comuna de Créhen (Côtes-d'Armor, Francia). Cuenta con una superficie de 3200 m2 y se encuentra sobre un espolón rocoso que domina el estuario de la ría de Arguenon.
Está catalogado como Monumento histórico desde 1951.

## Historia y estado de conservación
La ocupación de este punto estratégico para el control de la ría se atesta desde el siglo XII. Durante el resto de la Edad Media el castillo pasó por diversas fases constructivas que ampliaron su capacidad defensiva.
Tras sufrir importantes daños a finales del siglo XV y durante el siglo XVI, el castillo fue progresivamente abandonado y entrando en estado de ruina. Hoy en día se han efectuado diversas excavaciones arqueológicas y las ruinas se han consolidado, encontrándose abierto al público para su visita.
A partir de 1982 y durante unos diez años, el castillo fue objeto de una serie de operaciones de limpieza, limpieza y restauración gracias, en particular, a los proyectos de verano organizados por la asociación Études et Chantiers Bretagne. Estos proyectos de jóvenes voluntarios (una quincena cada vez, de entre 17 y 25 años) procedentes de Francia y otros países de la Unión Europea fueron supervisados por arquitectos y dirigidos diariamente por artesanos como los canteros, que compartieron la vida de los jóvenes voluntarios in situ. Dado el interés y la complejidad del lugar, y con el objetivo de presentar el monumento al público, el consejo general de Côtes-d'Armor, de acuerdo con el Servicio Regional de Arqueología, encargó un estudio del castillo en 1994. Con ello se pretendía hacer un balance de las operaciones anteriores y realizar una evaluación de la documentación escrita y del potencial arqueológico del sitio. 

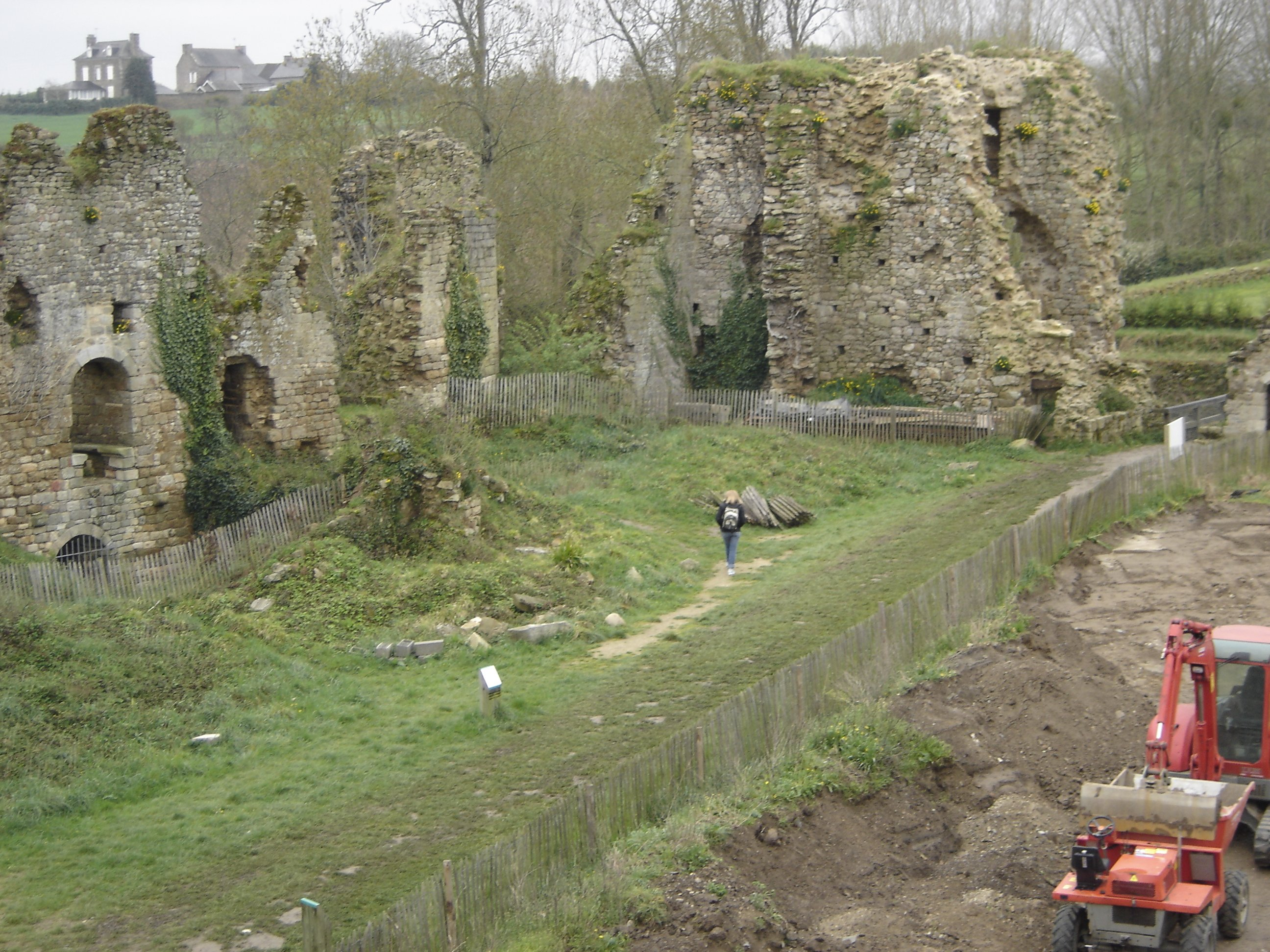
Vista del interior.
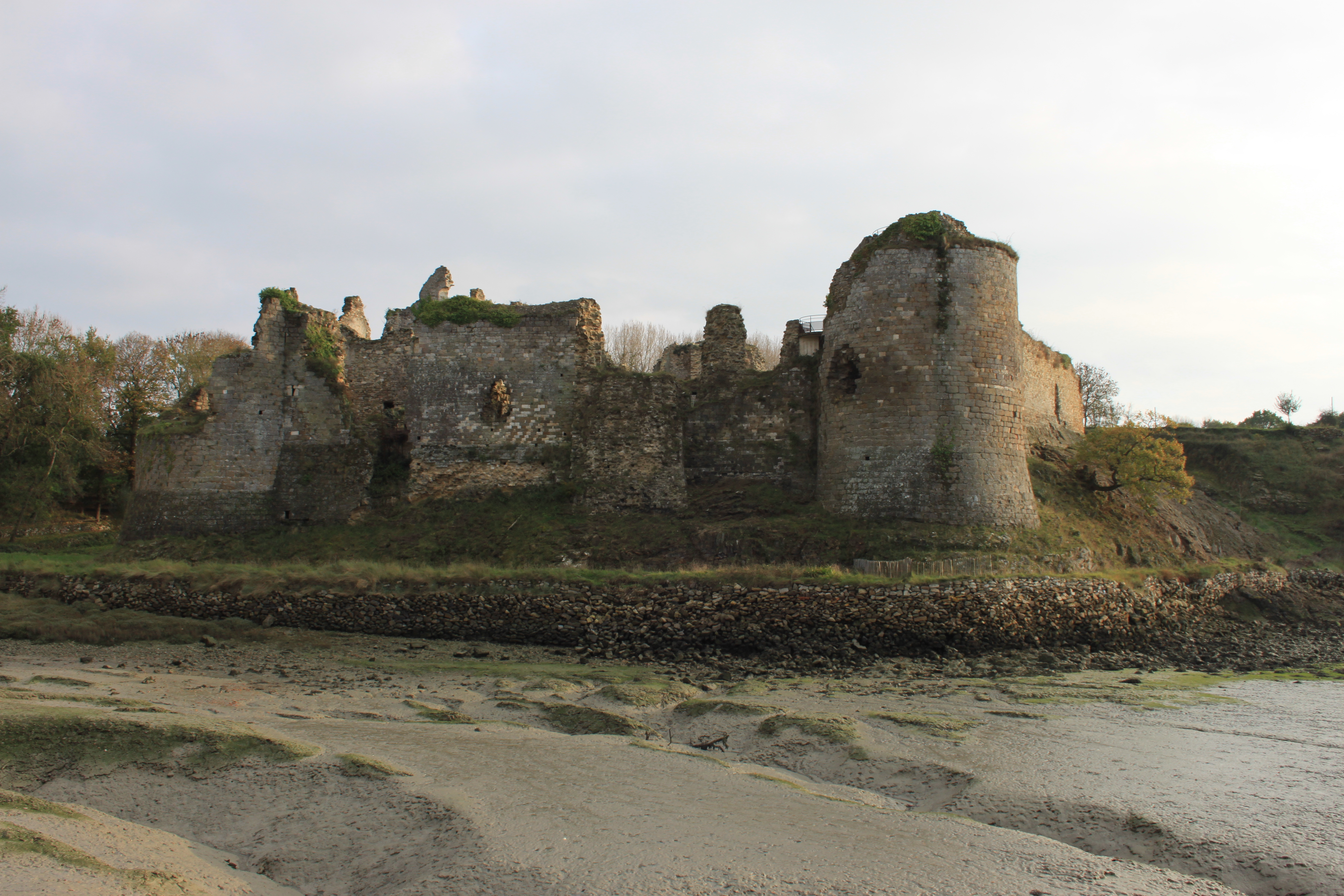
Vista del conjunto.
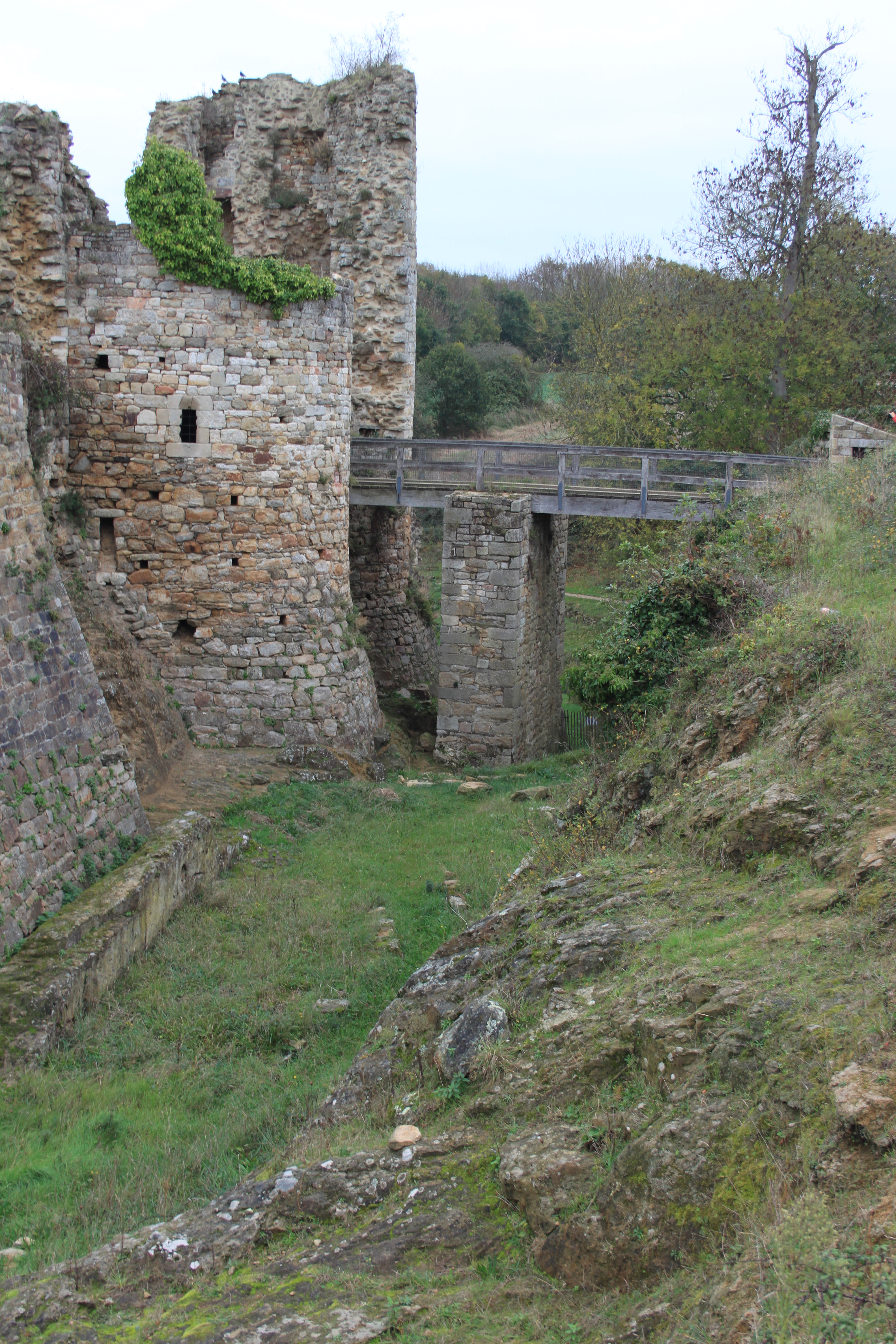
Vista del foso y del puente levadizo.
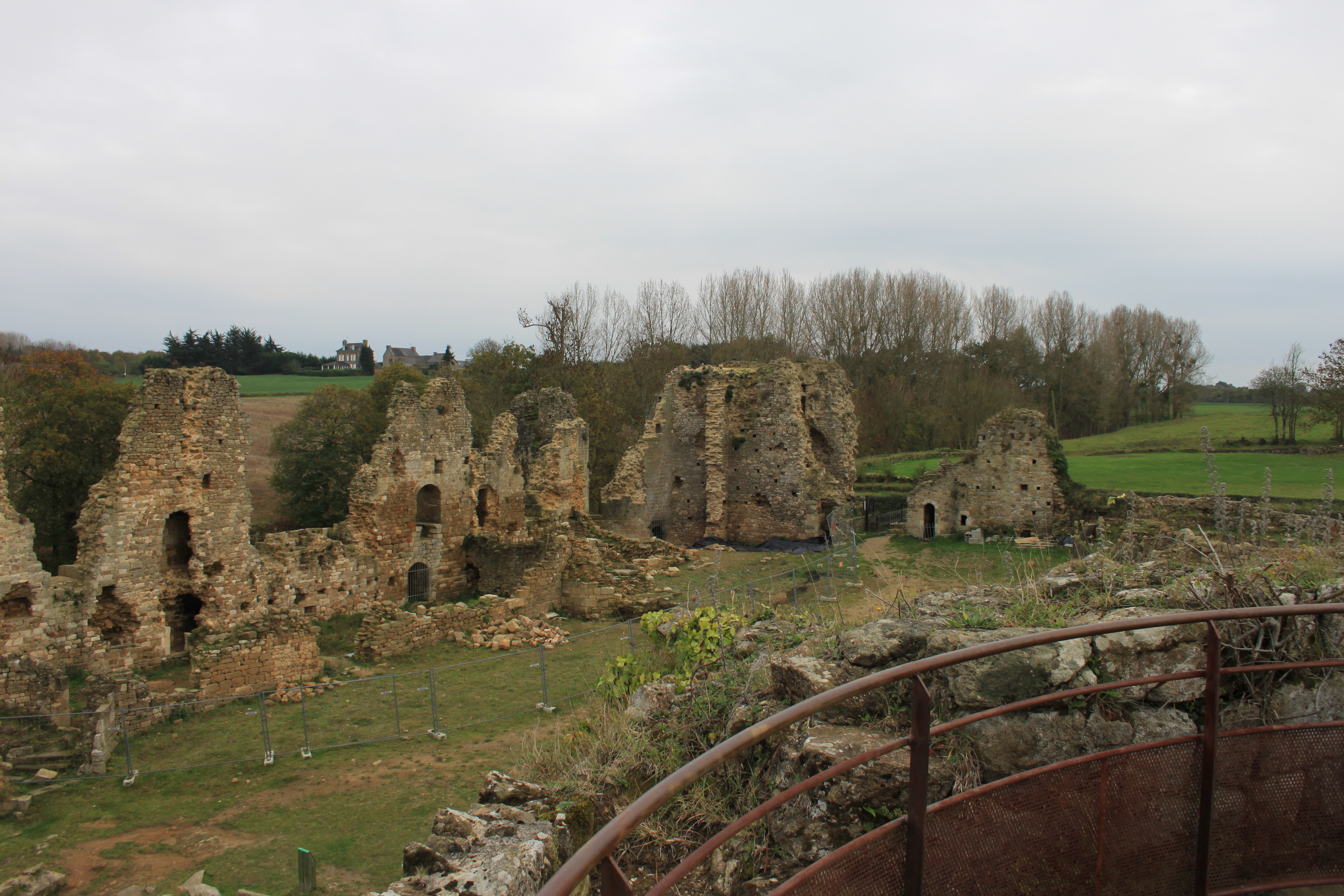
Vista del interior.